# Piotr Celeban
Piotr Celeban (născut în 25 iunie 1985, Szczecin, Polonia) este un jucător polonez de fotbal aflat sub contract cu Śląsk Wrocław  și convocat în mai multe rânduri pentru echipa națională a Poloniei.

## Carieră la club
Piotr și-a făcut debutul în Ekstraklasa în mai 2005 într-un meci cu Górnik Łęczna.